# Miscodera arctica
Miscodera arctica – gatunek chrząszcza z rodziny biegaczowatych, podrodziny Broscinae i plemienia Broscini. Jedyny gatunek monotypowego rodzaju Miscodera.

## Taksonomia
Gatunek został opisany w 1798 roku przez Gustafa von Paykulla jako Scarites arctica. Do nowego rodzaju Miscodera wydzielił go w 1830 roku Johann Friedrich von Eschscholtz.

## Opis
Ciało długości od 6,5 do 8 mm, czarne i słabo metaliczne. Czułki i odnóża żółto-brązowe. Tarczka jak u innych Brosciane wysunięta przed nasadę pokryw. Tylne kąty przedplecza bez szczecinki. Podstawa pokryw z wyraźnymi dołeczkami. Głowa niezafalowana za oczami.

## Biologia i ekologia
Chrząszcz ten zamieszkuje bory sosnowe i zacienione wrzosowiska, gdzie bytuje na piaszczystych glebach pod płatami mchu. Zimuje płytko. Poluje na larwy otrupkowatych (Byrrhidae).

## Występowanie
Gatunek holarktyczny. W Europie wykazany z Austrii, Białorusi, Czech, Danii, Estonii, Finlandii, Holandii, Irlandii, Łotwy, Niemiec, Norwegii, obwodu królewieckiego, Polski, europejskiej Rosji, Szwecji, Szwajcarii, Wielkiej Brytanii i Włoch. Poza Europą znany z Syberii, Kazachstanu, Japonii i Stanów Zjednoczonych.